# Lanzmühle
Lanzmühle ist ein Wohnplatz der Stadt Greding im Landkreis Roth (Mittelfranken, Bayern).
Die Mühle liegt am Agbach. In den 1990er wurde die Baulücke mit Greding geschlossen. Ab 1978 wird sie nicht mehr in den Einwohnerverzeichnis aufgeführt.

## Einwohnerentwicklung
- 1840: 8 Einwohner[2]
- 1852: 8 Einwohner[3]
- 1861: 9 Einwohner[4]
- 1871: 7 Einwohner[5]
- 1885: 8 Einwohner[6]
- 1900: 12 Einwohner[7]
- 1925: 10 Einwohner[8]
- 1950: 8 Einwohner[9]
- 1961: 7 Einwohner[10]
- 1970: 5 Einwohner[11]